# Ларга (Марамуреш)
Ларга (рум. Larga) — село у повіті Марамуреш в Румунії. Входить до складу комуни Сучу-де-Сус.
Село розташоване на відстані 368 км на північний захід від Бухареста, 45 км на південний схід від Бая-Маре, 84 км на північний схід від Клуж-Напоки.

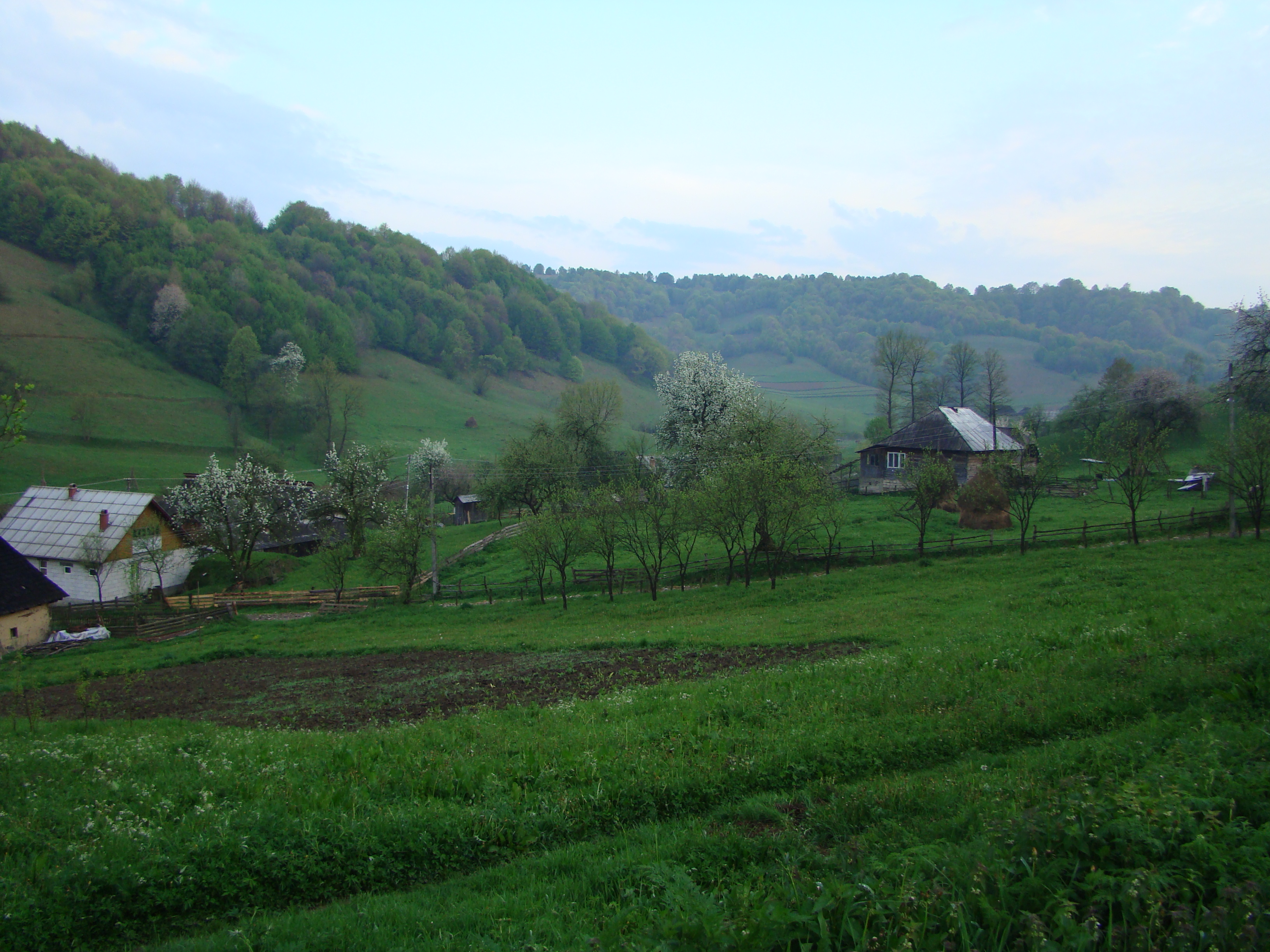
Ферма в Ларзі

## Населення
За даними перепису населення 2002 року у селі проживали 378 осіб, усі — румуни. Усі жителі села рідною мовою назвали румунську.